# Jasienica Rosielna
Pour la commune, voir Jasienica Rosielna (gmina).
Jasienica Rosielna est une localité polonaise, siège de la gmina de Jasienica Rosielna, située dans le powiat de Brzozów en voïvodie des Basses-Carpates.